# Araure
Araure – miasto w Wenezueli, w stanie Portuguesa, siedziba gminy Araure.
Według danych szacunkowych na rok 2010 liczy 113 381 mieszkańców.